# Università federale nordorientale "M. K. Ammosov"
L'Università federale nordorientale "M. K. Ammosov" (SVFU, in russo Северо-Восто́чный федера́льный университе́т имени М. К. Аммосова?, Severo-Vostočnyj federal'nyj universitet imeni M. K. Ammosova) è un ente di istruzione accademica russo situato a Jakutsk, intitolato a Maksim Kirovič Ammosov.

## Struttura
- Facoltà dei trasporti
- Facoltà di geologia e geografia
- Facoltà di storia
- Facoltà di lettere
- Facoltà di legge
- Istituto minerario
- Istituto di ingegneria e tecnologia
- Istituto di scienze ambientali
- Istituto di lettere straniere e studi regionali
- Istituto di matematica e informatica
- Istituto di psicologia
- Istituto di cultura fisica e sport
- Istituto di lingue e culture dei popoli del nordest della Federazione russa
- Istituto di medicina
- Istituto di pedagogia
- Istituto di economia e finanza
- Istituto fisico-tecnico